# Fryderyk Wilhelm Meklemburski
Friedrich Wilhelm Karl Georg Ernst Adolf Gustav (ur. 17 października 1819 w Neustrelitz, zm. 30 maja 1904 tamże) – wielki książę Meklemburgii-Strelitz.

## Życie
Był drugim dzieckiem (najstarszym synem) księcia Jerzego i księżnej Marii z Hesji-Kassel. Młodość spędził w Neustrelitz. Następnie studiował historię w Bonn. Po ukończeniu edukacji odbył podróż do Włoch i Szwajcarii. Na tron wstąpił po śmierci ojca 6 września 1860. Za jego panowania księstwo zostało członkiem Związku Północnoniemieckiego, a następnie Cesarstwa Niemieckiego. Ponad połowa gruntów w księstwie stanowiła jego osobistą własność. 12 sierpnia 1862 został odznaczony przez królową Wiktorię Orderem Podwiązki.
Od 1863 do śmierci był szefem Węgierskiego Pułku Piechoty Nr 31.

## Odznaczenia
Meklemburskie:
- Wielki Mistrz Orderu Korony Wendyjskiej (odzn. 1864, Meklemburgia-Strelitz)
- Medal Pamiątkowy Księcia Fryderyka Franciszka III (Meklemburgia-Schwerin)

Zagraniczne:
- Order Alberta Niedźwiedzia (Anhalt)
- Order Świętego Stefana (Austro-Węgry)
- Order Henryka Lwa (Brunszwik)
- Order Słonia (Dania)
- Order Podwiązki (Wielka Brytania)
- Order Łaźni (Wielka Brytania)
- Order Zbawiciela (Grecja)
- Order Świętego Jerzego (Hanower)
- Order Gwelfów (Hanower)
- Order Ludwika (Hesja)
- Order Lwa Złotego (Hesja)
- Order Daniły I (Czarnogóra)
- Order Lwa Złotego (Nassau)
- Order Lwa Niderlandzkiego (Holandia)
- Order Zasługi (Oldenburg)
- Order Orła Czarnego z łańcuchem (Prusy)
- Order Orła Czarnego (Prusy)
- Order Orła Czerwonego (Prusy)
- Order Hohenzollernów (Prusy)
- Order Gwiazdy (Rumunia)
- Order Świętego Andrzeja (Rosja)
- Order Świętego Aleksandra Newskiego (Rosja)
- Order Orła Białego (Rosja)
- Order Świętej Anny I kl. (Rosja)
- Order Świętego Stanisława I kl. (Rosja)
- Order Ernestyński (Ks. Saksońskie)
- Order Korony Rucianej (Saksonia)
- Order Krzyża Takowy (Serbia)
- Order Serafinów (Szwecja)

## Małżeństwo i dzieci
28 czerwca 1843 w Buckingham Palace poślubił brytyjską księżniczkę Augustę. Para miała trzech synów:
- syna (1843–1843)
- Fryderyka Wilhelma (1845)
- Adolfa Fryderyka V (1848–1914), kolejnego wielkiego księcia Meklemburgii[3].

Z okazji sześćdziesiątej rocznicy ich ślubu każdy obywatel otrzymał specjalną monetę o nominale 25 fenigów.